# Phare du cap Domingo
Le phare du cap Domingo (en espagnol : Faro Cabo Domingo) est un phare actif situé à 10 km au nord de la ville de Río Grande (Département de Río Grande), dans la Province de Terre de Feu en Argentine.
Il est géré par le Servicio de Hidrografía Naval (SHN) de la marine . 

## Histoire
Le phae a été mis en service le 15 janvier 1933 sur le Cap Domingo, sur la côte sud-est de la Grande île de Terre de feu;
Il était, à l'origine, alimenté à l'acétylène avec une portée focale de 11.6 milles nautiques (environ 21.5 km). Actuellement, il est électrifié à l’énergie solaire fournie par des panneaux solaires photovoltaïques.

## Description
Ce phare  est un tour à base triangulaire à claire-voie, avec une balise de 6 m de haut. La tour est peinte , pour un marquage de jour en blanc, avec une bande centrale noire.Il émet, à une hauteur focale de 90 m, un long éclat blanc de 2 secondes par période de 8 secondes. Sa portée est de 7.3 milles nautiques (environ 13.5 km). 
Identifiant : ARLHS : ARG-026 - Amirauté : G1266 - NGA : 110-20196 .

## Caractéristique dufeu maritime
Fréquence : 8 secondes (W8)
- Lumière : 2 secondes
- Obscurité : 6 secondes

|             |
| Cap Domingo |